# Joe Roebuck
Joseph Peter "Joe" Roebuck (Rotherham, Inglaterra, 5 de junio de 1985) es un nadador olímpico que compite en natación. Fue olímpico tras participar en los Juegos Olímpicos de Londres 2012 en la prueba de 200 metros mariposa y en 200 y 400 metros estilos combinado acabando en décima posición.
Ganó dos medallas de bronce a nivel europeo, una en 200 metros estilo combinado en el año 2010 y otra en 200 metros mariposa en 2011 .
Representó a Inglaterra en los Juegos de la Mancomunidad de 2010, donde consiguió dos medallas de plata en 200 y 400 metros estilos.

## Palmarés internacional
| Campeonato Europeo de Natación en Piscina Corta | Campeonato Europeo de Natación en Piscina Corta | Campeonato Europeo de Natación en Piscina Corta | Campeonato Europeo de Natación en Piscina Corta |
| Año                                             | Lugar                                           | Medalla                                         | Prueba                                          |
| ----------------------------------------------- | ----------------------------------------------- | ----------------------------------------------- | ----------------------------------------------- |
| 2011                                            | Szczecin ( Polonia)                             | Medalla de bronce                               | 200 m mariposa                                  |
| Campeonato Europeo de Natación                  |                                                 |                                                 |                                                 |
| 2010                                            | Budapest ( Hungría)                             | Medalla de bronce                               | 200 m estilos                                   |
| Juegos de la Mancomunidad                       |                                                 |                                                 |                                                 |
| 2010                                            | Nueva Delhi ( India)                            | Medalla de plata                                | 200 m estilos                                   |
| 2010                                            | Nueva Delhi ( India)                            | Medalla de plata                                | 400 m estilos                                   |